# Reigersbosmetrobrug
De Reigersbosmetrobrug bestaat uit een tweetal bouwkundige kunstwerken in Amsterdam-Zuidoost.
Het zijn twee enkelvoudige spoorviaducten over de straat Reigersbos direct ten oosten van het metrostation Reigersbos in de Ringlijn en Geinlijn. De gemeente Amsterdam zorgde bij de inplanning van de wijk Reigersbos voor scheiding van de diverse verkeersstromen. Dit had tot gevolg dat het metrostation tussen een dreef (Reigersbosdreef) en voetgangersgebied (Reigersbos als straat) uit het dijklichaam voor het spoor van de metro werd gegraven met aan weerszijden viaducten met geïntegreerde in- en uitgangen. Een bijzonderheid is dat bij dit station nog een derde niveau werd gecreëerd; de metro duikt ten oosten van station en brug 1623 in een tunnel onder een poortgebouw door. Deze tunnel is geïntegreerd in het in 1984 opgeleverde poortgebouw dat vanaf de tweede helft jaren 80 een periode in gebruik was bij de Gemeentelijke Sociale Dienst van Amsterdam.
Het viaduct werd gebouwd in de periode 1980 tot 1982. Het geheel werd ontworpen door de afdeling bruggen van de Dienst der Publieke Werken. De viaducten werden gebouwd aan het casco van het metrostation en dijklichaam die al vanaf 1975 in het niemandsland lagen, Amsterdam-Zuidoost was toen al bezig met de inrichting van de wijk, maar er stond nog niets. Het viaduct werd na de officiële opening op 27 augustus 1982 van de verlengde Holendrechtlijn dezelfde middag nog in gebruik genomen door nu de Geinlijn. De bebouwing was inmiddels ver genoeg toegenomen om een hoogwaardige openbaarvervoerverbinding te rechtvaardigen in plaats van de tot dan toe rijdende pendelbus.
Alle metrobruggen van de Geinlijn gingen lange tijd naamloos door het leven. Op 21 november 2017 besloot de gemeente Amsterdam in een keer (bijna) alle metrobruggen een naam te geven, vaak met een vernoeming naar de onderliggende straat in dit geval de Reigersbosmetrobrug (de andere Reigersbosdreefmetrobrug).

## Trivia
In het oorspronkelijke metroplan uit 1968 zou het tracé tussen Holendrecht en Gein in een zogenaamde verdiepte bak worden aangelegd waarbij de kruisende wegen en fiets- en voetpaden hier over heen zouden worden gevoerd. Mede door de totaal gewijzigde stedenbouwkundige inzichten van de toen nog als Zuid Bijlmer aangeduide stadsuitbreiding zag men hier van af.
<<< · 1601 · 1602 · 1603 · 1604 · 1605 · 1606 · 1607 · 1608 · 1609 · 1610 · 1611 · 1612 · 1613 · 1614 · 1615 · 1616 · 1617 · 1618 · 1619 · 1620 · 1621 · 1622 · 1623 · 1624 · 1625 · 1626 · 1627 · 1629 · 1630 · 1633 · 1634 · 1635 · 1636 · 1637 · 1638 · 1639 ·  1640 · 1641 · 1642 · 1643 · 1644 ·  1645 · 1646 · 1647 · 1648 · 1649 · 1650 · 1651 · 1652 · 1653 · 1654 · 1655 · 1656 · 1657 · 1658 · 1659 · 1660 · 1661 · 1662 · 1663 · 1664 · 1695 · 1696 · 1697 · >>>
Brugnummers  1600, 1628, 1632, 1665-1694, 1698, 1699 zijn niet vergeven. Brug 1631 is in 2019 gesloopt.